# Проблема 10000 року
Проблема 10000 року — збірна назва для передбачуваних проблем, які можуть виникнути при роботі з програмним забезпеченням, для представлення року в датах якого використовуються тільки 4 цифри. Такий підхід може призвести до помилок і збоїв при переході від 9999 року до 10000 року.
Проблема 10000 року стала обговорюватися в пресі в останні роки XX століття у зв'язку з насуванням проблемою 2000 року. Більшість публікацій були пародійно-гумористичними, оскільки проблема 10000 року зараз виглядає скоріше теоретичною, ніж практичною. Однак не можна виключити, що частина вже написаного програмного коду, який використовується зараз, може у якомусь вигляді «дожити» і до 10000 року.
У деяких випадках обробка дат за межами 10000 року може знадобитися вже зараз — наприклад, у програмах, які оцінюють проекти довгострокового зберігання ядерних відходів.

## Інші аналогічні проблеми
Іноді згадуються «проблема 100000 року», «проблема 1000000 року» і т. д.
У системі Windows API структура SYSTEMTIME використовує 16-бітове поле для зберігання номера року; при цьому у документації зазначено, що допустимими значеннями є 1601-30827.